# Кэссиди, Джоанна
Джоанна Кэссиди (англ. Joanna Cassidy), урождённая — Джоанна Вирджиния Кэски (англ. Joanna Virginia Caskey; 2 августа 1945 года, Хэддонфилд, Нью-Джерси, США) — американская актриса

. Она наиболее известна по своим ролям в фильмах «Бегущий по лезвию» (1982), «Под огнём» (1983), «Четвёртый протокол» (1987), «Кто подставил кролика Роджера» (1988), «Доставить по назначению» (1989), «Не говори маме, что няня умерла» (1991), «Вампир в Бруклине» (1995), «Цепная реакция» (1996) и «Честная куртизанка» (1998). С 2001-го по 2005-й год она играла Маргарет Ченовит в драматическом сериале HBO «Клиент всегда мёртв».
Кэссиди, за свою карьеру сыгравшая более 160-ти ролей, выиграла премию «Золотой глобус» в 1984 году, «Джемини», приз Канадской академии, а также трижды номинировалась на «Эмми». Её роль в фильме «Под огнём» была отмечена премиями Национального общества кинокритиков и «Крест Сант-Жорди» в 1984 году, а за «Кто подставил кролика Роджера» Кэссиди номинировалась на «Сатурн».

## Ранние годы
Джоанна Вирджиния Кэски родилась в Хэддонфилде, штат Нью-Джерси. В детстве она ходила в художественную школу, а также занималась рисованием и лепкой. Когда встал вопрос о получении высшего образования, Кэссиди поступила в Сиракузский университет в Нью-Йорке, где изучала искусство.
В 1964 году она вышла замуж за доктора Кеннарда С. Кобрина и вместе с ним переехала в Сан-Франциско, где родила двоих детей — дочь Наоми Кобрин (род. 18.12.1964) и сына Дэниела Кобрина (род. 29.12.1970). Там она работала фотомоделью, а в 1968 году кратко появилась в кинофильме «Буллит». После развода в 1974 году, Кэссиди решила переехать в Лос-Анджелес, чтобы продолжить актёрскую карьеру.

## Карьера
В 1974 году Кэссиди сыграла главную женскую роль в кинофильме United Artists «Верный шанс». Последующие роли на большом экране были в основном второстепенными, или же главными, но в малых фильмах. Это к 1978 году привело её к телевидению, где она сыграла главную роль в ситкоме NBC The Roller Girls, который был закрыт после четырёх эпизодов. Год спустя она снялась в ещё одном недолго просуществовавшем сериале, процедурале 240-Robert на ABC.
В 1982 году Кэссиди сыграла одну из своих самых известных ролей, роль Зоры в культовом фильме «Бегущий по лезвию». В 1983 году она выиграла «Золотой глобус» за роль в ситкоме NBC «Буффало Билл». После она снялась в фильмах «Под огнём», «Приглашение в ад», «Четвёртый протокол», «Кто подставил кролика Роджера», «Пакет», «Дом там, где сердце» и «Не говори маме, что няня умерла». Также в ходе 1980-х Кэссиди была заметна благодаря второстепенным ролям в прайм-тайм мыльных операх «Даллас» и «Фэлкон Крест». В 1985 году она снялась в мини-сериале мыльной тематики по роману Джеки Коллинз «Голливудские жёны».

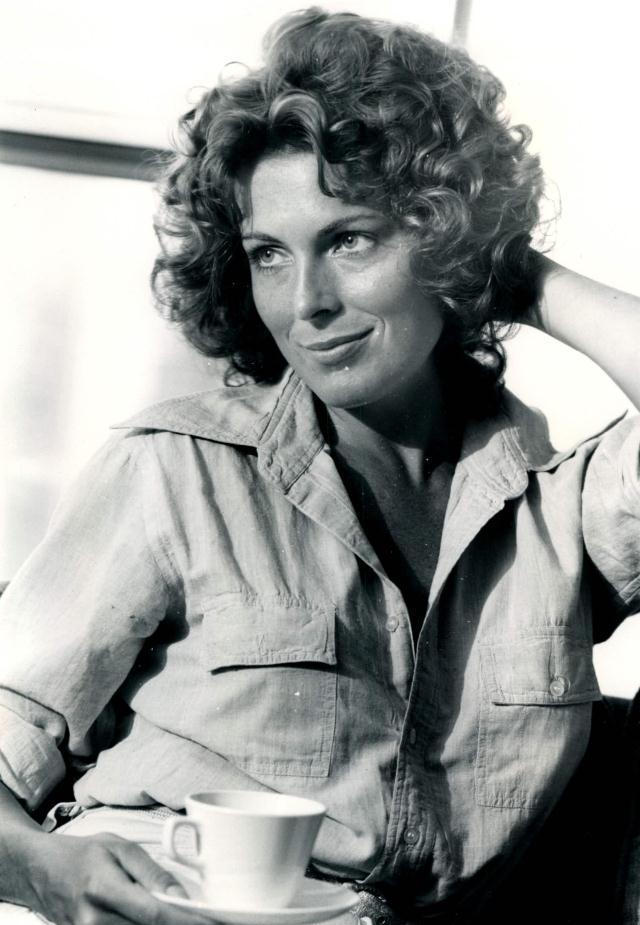
Джоанна Кэссиди в 1974 году

В девяностых Кэссиди продолжала активно сниматься в равной степени и в кино, и на телевидении. Она сыграла в 1993 году в мини-сериале Стивена Кинга «Томминокеры: Проклятье подземных призраков», в фильмах «Вампир в Бруклине», «Варвары у ворот», «Цепная реакция», «Честная куртизанка» и других. У неё также были периодические роли в телесериалах «Закон Лос-Анджелеса», «Мелроуз Плейс» и «Диагноз: убийство», хотя проекты, где Кэссиди играла основные роли были недолго живущими.
В начале двухтысячных Кэссиди появилась в фильмах «Страсть», где её партнёрами были Дана Дилейни и Кифер Сазерленд и «Призраки Марса». У неё была значительная роль в сериале «Клиент всегда мёртв», за которую она получила третью номинацию на премию «Эмми». Кроме этого она появилась в таких сериалах как «Звёздный путь: Энтерпрайз», «Юристы Бостона», «Герои», «Говорящая с призраками» и «Отчаянные домохозяйки». Весной 2007 года Кэссиди вновь надела костюм Зоры, через 25 лет после выпуска фильма «Бегущий по лезвию», чтобы воссоздать кульминационную сцену из фильма «Бегущий по лезвию» для специального бонуса фанатам.
В последние годы своей карьеры, Кэссиди оказалась востребована для игры властных матерей на телевидении. С 2011 по 2013 год она играла роль матери героини Даны Дилейни, Меган Хант — Джоан Хант в сериале «Следствие по телу». С 2010 по 2013 год она играла мать Джейсона Пристли в канадском сериале «Зовите меня Фитц». В 2013 году появилась в сериале Кости в роли матери главного героя — Сили Бута. В 2015 году она на регулярной основе снимается с Эбби Эллиотт в комедийном сериале Odd Mom Out.

## Избранная фильмография
| Год       |    | Русское название                           | Оригинальное название                 | Роль                    |
| --------- | -- | ------------------------------------------ | ------------------------------------- | ----------------------- |
| 1968      | ф  | Буллит                                     | Bullitt                               | гость на вечеринке      |
| 1972—1973 | с  | Миссия невыполнима                         | Mission: Impossible                   | стюардесса / модель     |
| 1973      | ф  | Команда                                    | The Outfit                            | Рита                    |
| 1973      | ф  | Смеющийся полицейский                      | The Laughing Policeman                | Моника                  |
| 1974      | ф  | Верный шанс                                | Bank Shot                             | Элеонора                |
| 1975      | ф  | Ночное дитя                                | Il medaglione insanguinato            | Джоанна Морган          |
| 1976      | ф  | Оставайся голодным                         | Stay Hungry                           | Зоуи                    |
| 1977      | ф  | Американская малина                        | American Raspberry                    | Лиза Аллен              |
| 1977      | ф  | Позднее шоу                                | The Late Show                         | Лора Брайдуэлл          |
| 1977      | ф  | Каскадёры                                  | Stunts                                | Патти Джонсон           |
| 1978      | ф  | Наш победный сезон                         | Our Winning Season                    | Шейла                   |
| 1978      | с  | Такси                                      | Taxi                                  | Беверли                 |
| 1978      | с  | Старски и Хатч                             | Starsky & Hutch                       | Гарри / Моник           |
| 1979      | ф  | Перчатка                                   | The Glove                             | Шейла Майклс            |
| 1979      | с  | Лодка любви                                | The Love Boat                         | Джоан Хорнер            |
| 1979—1980 | с  | 240-Роберт                                 | 240-Robert                            | Морган Уэйнрайт         |
| 1980      | ф  | Ночные игры                                | Night Games                           | Джули Миллер            |
| 1980      | с  | Даллас                                     | Dallas                                | Салли Буллок            |
| 1981      | с  | Ангелы Чарли                               | Charlie’s Angels                      | Стейси                  |
| 1981      | с  | Супруги Харт                               | Hart to Hart                          | Белль                   |
| 1982      | ф  | Бегущий по лезвию                          | Blade Runner                          | Зора                    |
| 1982      | с  | Лу Грант                                   | Lou Grant                             | Барбара Костиган        |
| 1982      | с  | Фэлкон Крест                               | Falcon Crest                          | Кэтрин Демери           |
| 1983      | ф  | Под огнём                                  | Under Fire                            | Клэр                    |
| 1983      | с  | Остров фантазий                            | Fantasy Island                        | Кристин Донован         |
| 1983—1984 | с  | Буффало Билл                               | Buffalo Bill                          | Джо Джо Уайт            |
| 1984      | тф | Приглашение в ад                           | Invitation to Hell                    | Патриция Уинслоу        |
| 1985      | с  | Голливудские жёны                          | Hollywood Wives                       | Мэрили Грэй             |
| 1986      | ф  | Клуб «Рай»                                 | Club Paradise                         | Терри Хэмлин            |
| 1987      | ф  | Четвёртый протокол                         | The Fourth Protocol                   | Ирина Васильевна        |
| 1988      | ф  | Кто подставил кролика Роджера              | Who Framed Roger Rabbit               | Долорес                 |
| 1988      | ф  | 1969                                       | 1969                                  | Эв Карр                 |
| 1988      | тф | Кошмар на Биттер Крик                      | Nightmare at Bittercreek              | Элисон Шапиро           |
| 1989      | ф  | Доставить по назначению                    | The Package                           | Эйлин Галлахер          |
| 1990      | ф  | Дом там, где сердце                        | Where the Heart Is                    | Джин                    |
| 1990      | тф | Колёса ужаса                               | Wheels of Terror                      | Лаура                   |
| 1991      | ф  | Не говори маме, что няня умерла            | Don’t Tell Mom the Babysitter’s Dead  | Роуз Линдси             |
| 1991      | ф  | Одинокие сердца                            | Lonely Hearts                         | Эрин Рэндалл            |
| 1991      | ф  | Убийство по-американски                    | All-American Murder                   | Эрика Дарби             |
| 1992      | с  | Северная сторона                           | Northern Exposure                     | Солванг Плэйни          |
| 1992      | с  | Театр Рэя Брэдбери                         | The Ray Bradbury Theater              | Лавиния                 |
| 1993      | тф | Варвары у ворот                            | Barbarians at the Gate                | Линда Робинсон          |
| 1993      | с  | Томминокеры: Проклятье подземных призраков | The Tommyknockers                     | шериф Рут Меррилл       |
| 1993      | с  | Дадли                                      | Dudley                                | Ларейн Бристоль         |
| 1993—1994 | с  | Закон Лос-Анджелеса                        | L.A. Law                              | судья Кэролин Уокер     |
| 1994      | с  | Она написала убийство                      | Murder, She Wrote                     | Вилли Гринвуд           |
| 1994      | с  | Отель Малибу                               | Hotel Malibu                          | Элеонора «Элли» Мэйфилд |
| 1995      | ф  | Вампир в Бруклине                          | Vampire in Brooklyn                   | капитан Дьюи            |
| 1996      | ф  | Цепная реакция                             | Chain Reaction                        | Мэгги МакДермотт        |
| 1997      | ф  | Боль любви                                 | Loved                                 | Элинор Эмерсон          |
| 1997      | с  | Мелроуз-Плейс                              | Melrose Place                         | Кейт Рейли              |
| 1998      | ф  | Честная куртизанка                         | Dangerous Beauty                      | Лора Веньер             |
| 1998      | с  | Голод                                      | The Hunger                            | Грейс Уоллес            |
| 1999—2000 | с  | Диагноз: убийство                          | Diagnosis: Murder                     | Мэдисон Уэсли           |
| 2000      | ф  | Страсть                                    | The Right Temptation                  | Марианна                |
| 2001      | ф  | Призраки Марса                             | Ghosts of Mars                        | доктор Арлин Витлок     |
| 2001—2002 | с  | Восточный парк                             | The District                          | Тедди Рид               |
| 2001—2005 | с  | Клиент всегда мёртв                        | Six Feet Under                        | Маргарет Ченовит        |
| 2003      | с  | Клава, давай!                              | Less than Perfect                     | Норма                   |
| 2003      | с  | Любовь вдовца                              | Everwood                              | Эвелин Роузер           |
| 2004      | с  | Звёздный путь: Энтерпрайз                  | Star Trek: Enterprise                 | Ти Лес                  |
| 2005      | ф  | Карибские ведьмы                           | Witches of the Caribbean              | профессор Эйвбери       |
| 2006      | ф  | Санинспектор                               | Larry the Cable Guy: Health Inspector | Лили Мицелли            |
| 2006      | ф  | Проклятие 2                                | The Grudge 2                          | миссис Дэвис            |
| 2006      | с  | Юристы Бостона                             | Boston Legal                          | Беверли Бридж           |
| 2007      | ф  | Поцелуй невесту                            | Kiss the Bride                        | Эвелин Гольски          |
| 2007      | с  | Герои                                      | Heroes                                | Виктория Пратт          |
| 2008      | ф  | Человеческий контракт                      | The Human Contract                    | Роуз                    |
| 2008      | с  | В простом виде                             | In Plain Sight                        | Диандра Бевинс          |
| 2008      | с  | Говорящая с призраками                     | Ghost Whisperer                       | Фейт Клэнси             |
| 2008      | с  | Мыслить как преступник                     | Criminal Minds                        | миссис Холден           |
| 2009      | ф  | Только спокойствие                         | Stay Cool                             | миссис Смит             |
| 2009      | ф  | Мальчик в коробке                          | Stolen                                | Леа Эдкинс              |
| 2009      | ф  | Продаётся владельцем                       | For Sale by Owner                     | Линда Фланнери          |
| 2009      | с  | Отчаянные домохозяйки                      | Desperate Housewives                  | Мелина Коминис          |
| 2009      | с  | Сестра Готорн                              | Hawthorne                             | Аманда Хоторн           |
| 2010      | ф  | Уроки полёта                               | Flying Lessons                        | Тотти Кусперт           |
| 2010      | ф  | Крест Андерсона                            | Anderson’s Cross                      | миссис Маккарти         |
| 2010      | с  | Девять месяцев из жизни                    | Notes from the Underbelly             | Кей                     |
| 2010—2012 | с  | Зовите меня Фитц                           | Call Me Fitz                          | Элейн Фицпатрик         |
| 2011—2013 | с  | Следствие по телу                          | Body of Proof                         | Джоан Хант              |
| 2012      | ф  | Путь на небеса                             | Heaven’s Door                         | Рут Кристенсен          |
| 2012      | с  | Компаньоны                                 | Franklin & Bash                       | капитан Джина Вон       |
| 2013      | с  | Кости                                      | Bones                                 | Марианна Бут            |
| 2015      | ф  | Слишком поздно                             | Too Late                              | Элеонора Малер          |
| 2015      | ф  | Видения                                    | Visions                               | Хелена                  |
| 2015      | с  | В браке                                    | Married                               | Шэрон                   |
| 2015—2017 | с  | Неправильная мама                          | Odd Mom Out                           | Марианна Бут            |
| 2016      | с  | Странная парочка                           | The Odd Couple                        | Джуди                   |
| 2016      | с  | Взрывная штучка                            | Lady Dynamite                         | Барбара                 |
| 2016      | с  | Мотив                                      | Motive                                | Натали Родман           |
| 2018      | с  | Жизнь в деталях                            | Life in Pieces                        | Шарлотта Коллинз        |
| 2019      | с  | Крутые ребята                              | The Cool Kids                         | Джоани                  |
| 2019      | с  | Слишком стар, чтобы умереть молодым        | Too Old to Die Young                  | Элоиз                   |
| 2019—2020 | с  | Морская полиция: Новый Орлеан              | NCIS: New Orleans                     | Мена Прайд              |
| 2021      | с  | Юная                                       | Younger                               | Джудит Кларк            |